# Tања
Тања је српско женско име. Може се односити на:

## Име
- Тања Бошковић (рођена 1953), српска глумица
- Тања Драгић (рођена 1991), српска параолимпијка
- Тања Каришик Кошарац (рођена 1991), босанска скијашица
- Тања Милановић (рођена 1977), српска рукометашица
- Тања Остојић (рођена 1972), југословенска уметница перформанса
- Тања Рибич (рођена 1968), словеначка глумица и певачица
- Тања Савић (рођена 1985), српска поп-фолк певачица
- Тања Фајон (рођена 1971), словеначка политичарка и новинарка
- Тања Царовска, македонска певачица, текстописац и композитор